# サハリン島 (ルポルタージュ)
『サハリン島』（サハリンとう、 ロシア語: «Остров Сахалин» オーストラフ・サハリーン）は、劇作家・小説家として知られるアントン・チェーホフによるロシア帝国サハリン（樺太）への旅行記録および流刑地調査の記録である。1893年以降雑誌に発表され、1895年に単行本として刊行された。

## 作品概略
アントン・チェーホフはサハリン島に流刑に処せられた囚人の生活に興味を持ち、流刑囚の実態を研究するため1889年にモスクワを出発してシベリアを経由し、そこでいくつかのエッセイを執筆したのち、1890年7月にサハリンに渡った。彼が30歳のときであった。チェーホフは3ヶ月間、サハリンに滞在し、島の南北を移動してほとんどあらゆる村落を調査し、インド洋とスエズ運河を経由してモスクワに帰った。チェーホフはこのとき現地の日本人島民とも交流しており、ここで日本本土への渡航も企てたが、折からのコレラ騒動でこれを断念している。研究調査は、現地で発注したカードを用いて徹底的になされ、その道中記録や詳細な調査結果はモスクワに戻ったあとの1893年以降1895年まで順次発表していった。それが『サハリン島』である。1895年には単行本が刊行されたが、これは、こんにちでいうルポルタージュ的要素の強いノンフィクション作品である。調査に使用したカードは数千枚におよび、また、政治囚との接触は当局によって禁止されていたが、チェーホフの調査はその禁を破って実行された。『サハリン島』は、チェーホフが、その生涯で最も長い時間をかけて執筆した作品とみられており、この調査旅行で書かれた作品としては他に、上述の『シベリアへの旅』がある。
チェーホフはこの調査報告のなかでサハリン島を「地獄のようだ」と評しており、ロシアの人びとに島への関心を引きつけた。彼は、友人で新聞社を経営していたアレクセイ・スヴォーリンへあてた手紙に、
と書いている。
チェーホフがサハリンから持ち帰り、本書執筆の原資料として用いた大量の住民調査カードは、長い間モスクワのロシア国立図書館（レーニン図書館）と国立中央文学芸術文書館で保管されており、特別に許可された人だけに閲覧が許されてきたが、サハリンに住む人びとの粘り強い努力によって、近年、サハリン州の州都ユジノサハリンスクで出版された。
なお、現在のユジノサハリンスクは、樺太島の北緯50度以南が1905年のポーツマス条約によって日本領となった際、樺太庁の置かれた都市「豊原市」を基本としている。日本人による地名「豊原」の命名について、井澗裕（建築都市史、サハリン・樺太史）は、チェーホフ『サハリン島』のなかの一文「農業植民地としては北部の両管区を合わせたほどの価値を持っている」という報告が基になっているのではないかと推測している。

## 邦訳
- チェーホフ(中村融訳)『サハリン島』上・下（岩波文庫） 1953年